# 메나시토마리 암
메나시토마리 암 (Menashitomari Rock)은 일본 홋카이도 레분정의 섬이다.
이 섬은 레분섬의 북쪽에 위치해 있으며 도도섬보다는 아래에 위치해 있다. 이 섬 주변에는 많은 암초가 모여 있다.

## 같이 보기
- 리시리섬
- 레분섬
- 고메섬
- 도도섬
- 히라시마섬
- 다네시마섬